# Stenoma illucidella
Stenoma illucidella es una especie de polilla del género Stenoma, orden Lepidoptera.

## Taxonomía
Fue descrita científicamente por Walker en 1864.